# Kereskedelmi mérleg
Kereskedelmi mérleg egy ország árukivitelének (export) és árubehozatalának (import) mérlegszerűen összesített értékbeli felírása. A mérleg két oldalán szereplő értékek különbözete (egyenlege) egy adott időszakra (pl. egy évre) vonatkoztatva lehet pozitív vagy negatív. Külkereskedelmi többlet áll fenn, ha a kivitt hazai áruk értéke nagyobb, mint a behozott külföldi áruk értéke. Fordított esetben külkereskedelmi hiány mutatkozik.
A kereskedelmi mérleget az alábbi tényezők befolyásolják:
- a belföldön és külföldön gyártott áruk ára
- árfolyamok
- kereskedelmi megállapodások vagy kereskedelmi korlátozások
- beszámítási megállapodások
- egyéb adó-, ár- és kereskedelmi intézkedések
- belföldi és külföldi üzleti ciklus.

Az exportvezérelt gazdasági növekedésben (pl. kőolaj), a kereskedelmi mérleg javul a gazdasági növekedés hatására. Ha viszont a belföldi kereslet generálja a növekedést (pl. az Egyesült Államokban), a kereskedelmi mérleg romlik a gazdasági növekedés hatására.
A kereskedelmi mérleg önmagában nem jellemzi az adott ország gazdasági helyzetét, mert nem tartalmazza az úgynevezett láthatatlan tételeket, például a szállítást, pénzügyi szolgáltatásokat, idegenforgalmat, ezért napjainkban inkább a fizetési mérleg fogalmát használják, amelynek része a kereskedelmi mérleg is.